# Paty Cantú
Patricia Giovanna Cantú Velasco, född 25 november 1983 i Guadalajara, Mexiko, mer känd under sitt artistnamn Paty Cantú, är en mexikansk sångare.

## Karriär
Mellan år 2000 och 2007 var hon med i duon Lu tillsammans med Mario Sandoval. År 2008 påbörjade hon en solokarriär. Den 16 januari 2009 släpptes hennes debutalbum Me quedo sola. Albumet nådde tredje plats på den mexikanska albumlistan. Hennes andra album Afortunadamente no eres tú släpptes den 16 augusti 2010. Det andra albumet nådde tionde plats på albumlistan. Bland hennes kändare låtar finns "Afortunadamente no eres tú", den första singeln från hennes andra album med samma titel. Den officiella musikvideon hade fler än 8,5 miljoner visningar på Youtube i september 2012.

## Diskografi

### Album
- 2009 - Me quedo sola
- 2010 - Afortunadamente no eres tú